# Synonchus longisetosus
Synonchus longisetosus är en rundmaskart som först beskrevs av Rowland Southern 1914.  Synonchus longisetosus ingår i släktet Synonchus och familjen Leptosomatidae. Inga underarter finns listade i Catalogue of Life.